# Robert Michaelis
Robert Bernd Michaelis (* 4. Juli 1903 in Charlottenburg; † 1. Mai 1973 in Mainz) war ein deutscher Richter.

## Leben und Wirken
Robert Michaelis studierte Jura in Leipzig und Berlin, 1926 wurde er in Berlin mit der Dissertation Befugnisse im deutschen Urheberrecht und droit moral des französischen Rechts zum Dr. jur. promoviert, 1925 und 1929 legte er die beiden Staatsexamina ab. Nach kurzer Zeit als Gerichtsassessor am Landgericht Berlin II wurde er im September 1929 Hilfsrichter bei der Patentkammer des Landgerichts Berlin I. Nach der Machtergreifung der Nationalsozialisten wurde er im April 1933 nach dem Gesetz zur Wiederherstellung des Berufsbeamtentums zwangsbeurlaubt und mit Wirkung zum 20. Juli 1933 wegen seiner jüdischen Abstammung in den Ruhestand versetzt. Da er sich weigerte, seinen Arbeitsplatz zu verlassen, wurde er von der Gestapo mit Gewalt aus dem Amt gezwungen. In den Folgejahren war er in der Firma seiner Frau Luise Marie Ventzke und als „technischjuristischer Sachbearbeiter“ in einer Glühlampenfabrik beschäftigt. Seine nichtjüdische Ehefrau und er entschlossen sich 1939, ihre beiden Kinder Ruth Michaelis (* 23. Januar 1935, heute: Ruth Barnett) und Martin Ludwig Michaelis nach England zu schicken, eine Möglichkeit, die sich mit einem Kindertransport ergab. Während seine Frau in Deutschland blieb, gelang Robert Michaelis Ende 1939 die Flucht nach Shanghai. In Shanghai lernte Michaelis Chinesisch und war dort Rechtsanwalt (International Settlement) und Conseiller Juridique et Mandataire ad litem (Concession Française) sowie Vorsitzender der Vereinigung Mitteleuropäischer Rechtsanwälte in Shanghai.
Seine Rückkehr nach Deutschland führte ihn 1947 nach Lindau, wohin seine Frau zum Kriegsdienst verpflichtet worden war. Als stellvertretender Vorsitzender des Untersuchungsausschusses für politische Säuberung arbeitete er an der Entnazifizierung mit. Ab 1949 bekam er als Opfer des Faschismus die Stelle als Landgerichtsdirektor am Landgericht Mainz. 1949, also erst nach 10 Jahren, sah sich die ganze Familie in Deutschland wieder, doch kehrten die Kinder – zwischenzeitlich von ihren Eltern entfremdet – nach England zurück.
Robert Michaelis widmete sich mit starkem persönlichem Engagement der Wiedergutmachung für Juden. Über die Nachwirkungen nationalsozialistischer Verfolgung unter den Überlebenden schrieb er 1954: „Fortwirkende seelisch-somatische Beeinträchtigung bei fast allen Verfolgten der NS-Zeit, besonders auch solchen jüdischer Abkunft, das führt bei manchen Personen jüdischer Abstammung zu einem Andauern des Gefühls der Unbefriedigtheit oder teilweise sogar vager Unsicherheit ...“.
Der Geist der halbherzigen Entnazifizierung in der BRD, insbesondere im Justizwesen, die fehlende berufliche Anerkennung und nicht zuletzt die Entfremdung seiner Kinder von ihm und seiner Frau, machten ihn seelisch und körperlich krank. Mit 54 Jahren ging Robert Michaelis als dienstunfähig, jedoch zum Senatspräsidenten am Oberlandesgericht Koblenz ernannt, in den Ruhestand. Gleichzeitig verpflichtete er sich, alle noch anhängigen Wiedergutmachungsverfahren als erledigt zu betrachten. Knapp ein Jahr später beantragte er die Zulassung als Rechtsanwalt, die ihm von der Anwaltskammer unter Verweis auf seinen schlechten Gesundheitszustand zunächst verweigert wurde, im Februar 1959 aber dann doch gewährt werden musste. Bis März 1967 blieb er Anwalt und arbeitete an seinem Buch über den Dreyfus-Prozess.

## Rezeption
Seine Tochter Ruth Barnett lebt heute in London. Sie schrieb 2009 ihre Erlebnisse und die Geschichte ihrer Familie und ihres Vaters Robert Michaelis aus der Sicht der Tochter nieder. Darüber hinaus bemüht sie sich um die Dokumentation seines Lebens in einem Projekt mit dem Landgericht Berlin. Das Landgericht Berlin erinnerte im Mai 2015 mit einer Veranstaltung unter dem Thema „Ich bin meiner Ermordung zuvorgekommen!“ zusammen mit Ruth Barnett an das Leben Robert Michaelis’, „des von den Nazis wegen seiner jüdischen Abstammung aus dem Richteramt vertriebenen und später zur Emigration gezwungenen Richters“.
Das Leben von Robert Michaelis und seiner Familie war Vorlage für die Figur von Richard Kornitzer im 2012 erschienenen Roman Landgericht von Ursula Krechel. Dieser wurde 2017 mit Ronald Zehrfeld in der Rolle des Richard Kornitzer für das Fernsehen verfilmt.

## Schriften
- Persönlichkeitsrechtliche Befugnisse im deutschen Urheberrecht und droit moral des französischen Rechts. Goedecke & Gallinek, Berlin 1926 (Dissertation)
- Der Prozess Dreyfus. Eine juristische Studie (Unter besonderer Berücksichtigung der beiden Wiederaufnahmeverfahren). Kriminalistik-Verlag, Hamburg 1963 (Digitalisat).
- Rechtspflege und Politik in der Affäre Dreyfus, C. F. Müller, Karlsruhe 1965 (Abdruck eines Vortrags, gehalten vor der Juristischen Studiengesellschaft in Karlsruhe am 10. Dezember 1964)